# Diebold Schilling el Viejo

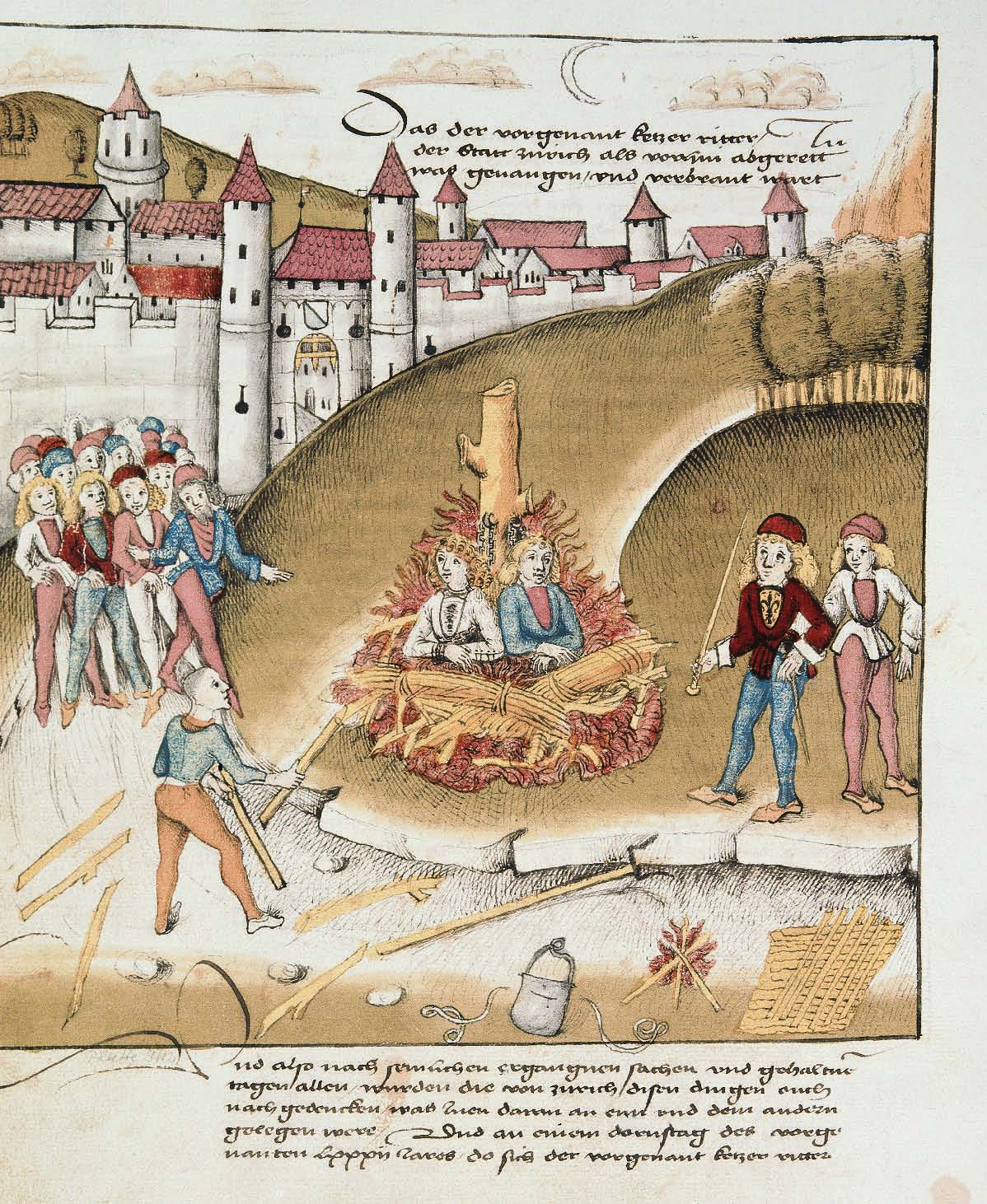
Quema del caballero de Hohenberg y su sirviente ante la muralla de Zúrich por sodomía, 1482.

Diebold Schilling el Viejo (1445–1485) fue el autor de varias crónicas ilustradas suizas, el Berner Schilling de 1483, el Spiezer Schilling hacia 1480 y el Zürcher Schilling de 1484.
- Datos: Q115863
- Multimedia: Diebold Schilling the Elder / Q115863